# MOON/blossom
MOON/blossom (LUA/flor) é o 48º single da cantora japonesa Ayumi Hamasaki, lançado dia  14 de julho de 2010 lançado em 3 versões diferentes: duas versões CD e uma versão CD+DVD e um versão Special edition, e é o primeiro de uma série de 3 single lançados sob o nome de "Projeto 50º Single". No dia 16 de Junho foi anunciado o cançelamento da versão CD+DVD de blossom/MOON. A música MOON é usada para promover o carro Honda ZEST Spark e a música blossom é usada em comerciais para promover "Zespri "Gold and Green Kiwi"". O Single estreou em 1º lugar na Oricon sendo seu 23º single a estrear consecutivamente em 1º na Oricon.
O single foi certificado Ouro pela RIAJ, por vender mais de 100.000 cópias.

## Faixas

### CD Versão 1
| MOON / blossom |                                         |         |  |
| N.º            | Título                                  | Duração |  |
| 1.             | "MOON (Original mix)"                   | 5:47    |  |
| 2.             | "blossom (Original mix)"                | 4:07    |  |
| 3.             | "Microphone (THE LOWBROWS remix)"       | 3:47    |  |
| 4.             | "Last Links (Orchestra version)"        | 4:43    |  |
| 5.             | "MOON (Original mix -Instrumental-)"    | 5:47    |  |
| 6.             | "blossom (Original mix -Instrumental-)" | 4:05    |  |

### CD Versão 2
| blossom / MOON |                                                |         |  |
| N.º            | Título                                         | Duração |  |
| 1.             | "blossom (Original mix)"                       | 4:07    |  |
| 2.             | "MOON (Original mix)"                          | 5:47    |  |
| 3.             | "Don't look back (Reggae Disco Rockers remix)" | 4:39    |  |
| 4.             | "meaning of Love (Acoustic Piano version)"     | 5:19    |  |
| 5.             | "blossom (Original mix -Instrumental-)"        | 4:05    |  |
| 6.             | "MOON (Original mix -Instrumental-)"           | 5:47    |  |

### CD+DVD
| CD  |                                         |         |  |
| N.º | Título                                  | Duração |  |
| 1.  | "MOON (Original mix)"                   | 5:47    |  |
| 2.  | "blossom (Original mix)"                | 4:07    |  |
| 3.  | "Microphone (THE LOWBROWS remix)"       | 3:47    |  |
| 4.  | "MOON (Original mix -Instrumental-)"    | 5:47    |  |
| 5.  | "blossom (Original mix -Instrumental-)" | 4:05    |  |

| DVD |                     |         |  |
| N.º | Título              | Duração |  |
| 1.  | "MOON (Vídeo clip)" | 5:55    |  |
| 2.  | "MOON (Making-of)"  | 3:55    |  |

### Special edition
| CD  |                          |         |  |
| N.º | Título                   | Duração |  |
| 1.  | "MOON (Original Mix)"    | 5:47    |  |
| 2.  | "blossom (Original Mix)" | 4:07    |  |

## Oricon & Vendas
| Parada                | Posição | Total de Vendas | Semanas |
| --------------------- | ------- | --------------- | ------- |
| Oricon Parada Diária  | 1       | 33,97           | 13      |
| Oricon Parada Semanal | 1       | 70,568          | 13      |
| Oricon Parada Mensal  | 6       | 87,558          | 13      |
| Oricon Parada Anual   | 70      | 96,490          | 13      |